# Беленький, Марьян Давидович
Марья́н Дави́дович Бе́ленький (29 июня 1950, Киев — 4 сентября 2022, Иерусалим) — украинский, российский и израильский писатель-сатирик, переводчик, сценарист, артист разговорного жанра, радиоведущий, журналист.

## Биография
Марьян Беленький родился 29 июня 1950 года в Киеве. С 1991 года проживал в Иерусалиме. Копирайтер и референт по связям с русскоязычными СМИ государственного театра «Идишпиль» (Тель-Авив).
В 2011—2013 годах сотрудничал в качестве колумниста с московской газетой «Взгляд». Вёл авторскую программу на русском радио Чикаго «Народная волна».
Скончался 4 сентября 2022 года.

## Творчество
Я издан вместе с Шиллером и Данте,
Но банк не принимает их в гаранты.
Автор нескольких книг (на русском и на иврите) и сотен монологов и скетчей (на русском и на иврите). Печатался в русскоязычной прессе США, Канады, Германии, Австралии, в еврейской прессе России и Украины, в литературных журналах. Его произведения в переводах публикуются в Венгрии, Болгарии, Египте, Тайване.
Перевёл на русский с иврита книги и пьесы классика израильской юмористики, лауреата Государственной премии Израиля Эфраима Кишона, классика израильской драматургии Ханоха Левина.
Выступал на эстраде со своими произведениями в жанре стенд-ап комеди.
Создатель образа «Тёти Сони» (1989) для Клары Новиковой. Скетчи и монологи Марьяна Беленького исполняли Аркадий Райкин, Геннадий Хазанов, Любовь Полищук, Ян Арлазоров, Илья Олейников (Клявер), Олег Акулич и другие.
Автор цирковых номеров (реприз), которые исполняются в цирках Украины, России, Китая (Гонконг, Шанхай); их исполняли Юрий Никулин и Михаил Шуйдин.
Произведения М. Беленького входили в шорт-лист международного Волошинского конкурса:
- «Спустя» — 2011, в драматургической номинации «Давление времени» (мини-пьесы)[11]
- «deva4ki» — 2015, в номинации «Литпроцесс non-stop»[12].

### В искусстве
По рассказу М. Беленького «Письмо Богу» снят одноимённый короткометражный фильм (режиссёр — Мария Ибрагимова), получивший премию зрительских симпатий на международном фестивале в Вашингтоне.
Спектакли по пьесам израильских драматургов в переводе М. Беленького ставятся в театрах России и Украины:
- Э. Кишон. «Эй, Джульетта!» — Черниговский молодёжный театр[16]
- Э. Кишон. «Шлюбне свідоцтво» — Театр «Актор» (Киев)[17].

По рассказу Этгара Керета «Расколошматить Свина» в переводе М. Беленького снят мультфильм (режиссёр — Олег Куваев).

## Отзывы
Путь познания мира через комизм характерен для творчества Марьяна. Табу отсутствуют, осмеянию подлежит всё, что этого достойно. <…> И при этом в осмеянии отсутствует человеконенавистничество. Герои Беленького милы, просто жизнь так странно устроена. Вообще-то всё творчество Марьяна — об одиночестве. Человеку не очень уютно в этом мире, но рыдать по этому поводу не следует. Лучше смеяться, и этот очистительный смех может породить некую новую реальность, может быть, лучше подходящую для бытия.— Борис Слуцкий

## Награды
- Грамота Верховной Рады Украины — за вклад в развитие культурного сотрудничества Украины с зарубежными странами[2].
- 1-е место конкурса «Иерусалим-2004» — за рассказ «Письмо к Богу»[19].
- Лауреат международного конкурса короткого юмористического рассказа «Алеко», который ежегодно проводит болгарский юмористический журнал «Старшел» (2019)[20].